# Шестаков, Пётр Зиновьевич
Пётр Зиновьевич Шестаков (20 января 1908, Алтайский край — 13 января 1974) — командир пулеметного расчёта 1230-го стрелкового полка сержант, на момент представления к награждению орденом Славы 1-й степени.

## Биография
Родился 20 января 1908 года в селе Сетовка, Советского района Алтайского края,. Образование среднетехническое. Работал мастером буровзрывных работ на золотом прииске «Октябрьский» Зейского района Амурской области.
В августе 1942 года был призван в Красную Армию Зейским райвоенкоматом. С апреля 1944 года участвовал в боях с захватчиками на 1-м Белорусском фронте. Весь боевой путь прошел в составе 1230-го стрелкового полка 370-й стрелковой дивизии, пулеметчиком. 21 августа 1944 года был ранен, но остался в строю, через несколько дней отличился и получи первую боевую награду.
26 августа 1944 года при расширении плацдарма на левом берегу реки Висла в районе населенного пункта Гура-Пулавска младший сержант Шестаков, оказавшись в окружении не растерялся и продолжал вести огонь из пулемёта. При прорыве из окружения лично уничтожил 12 противников.
Приказом по частям 370-й стрелковой дивизии от 17 сентября 1944 года сержант Шестаков Пётр Зиновьевич награждён орденом Славы 3-й степени.
31 января 1945 года при отражении контратаки на западной окраине города Мезеритц сержант Шестаков огнём из пулемета подавил три огневые точки и уничтожил более 30 противников.
Приказом по войскам 69-й армии от 23 февраля 1945 года сержант Шестаков Пётр Зиновьевич награждён орденом Славы 2-й степени.
10 марта 1945 года в бою за город Лебус сержант Шестаков под огнём пулемёта поддерживал атаку стрелкового взвода. Преодолевая упорное сопротивление врага, в составе расчёта ворвался в траншею противника и овладел ею. Будучи раненым в грудь, не покинул поле боя, пока расчёт не занял выгодную позицию. В это бою уничтожил до 10 противников и 2 огневые точки. Был ранен, но поле боя не покинул.
Указом Президиума Верховного совета СССР от 31 мая 1945 года сержант Шестаков Пётр Зиновьевич награждён орденом Славы 1-й степени. Стал полным кавалером ордена Славы 1-й степени.
В 1945 году был демобилизован.
Работал буровым, затем горным мастером в Красноярском крае и в Якутии. После выхода на пенсию жил в городе Новокузнецк Кемеровской области. В мае 1967 года в торжественной обстановке ветерану был вручён последний боевой орден Славы 1-й степени. Скончался 31 января 1974 года.

## Награды
Награждён орденами Славы 1-й, 2-й и 3-й степеней, медалями.

## Память
В городе Новокузнецк его именем названа улица, на здании Кузнецкого райвоенкомата установлена мемориальная доска.